# Гояния
Гоя̀ния (на португалски: Goiânia, съкратено Гин, Gyn или Го, Go) е град и едновременно община, столица на централно-западния щат Гояс в Бразилия. Гояния е с население от 1 281 975 жители (2009) и обща площ от 789 км². Ранните сгради в града са построени в стил ар деко и се считат за едни от най-значимите постройки от такъв тип в Бразилия.